# خدمات پست نیجریه
خدمات پست نیجریه (انگلیسی: Nigerian Postal Service) شرکت دولتی پست نیجریه است، که در سال ۱۹۸۷ تأسیس شد.